# JFK Olimps
RFS/Olimps este un club de fotbal din Riga, Letonia.Echipa susține meciurile de acasă pe Daugava Stadium cu o capacitate de 5.000 de locuri.Echipa susține meciurile de acasă pe Daugava Stadium cu o capacitate de 5.000 de locuri.